# Paykan

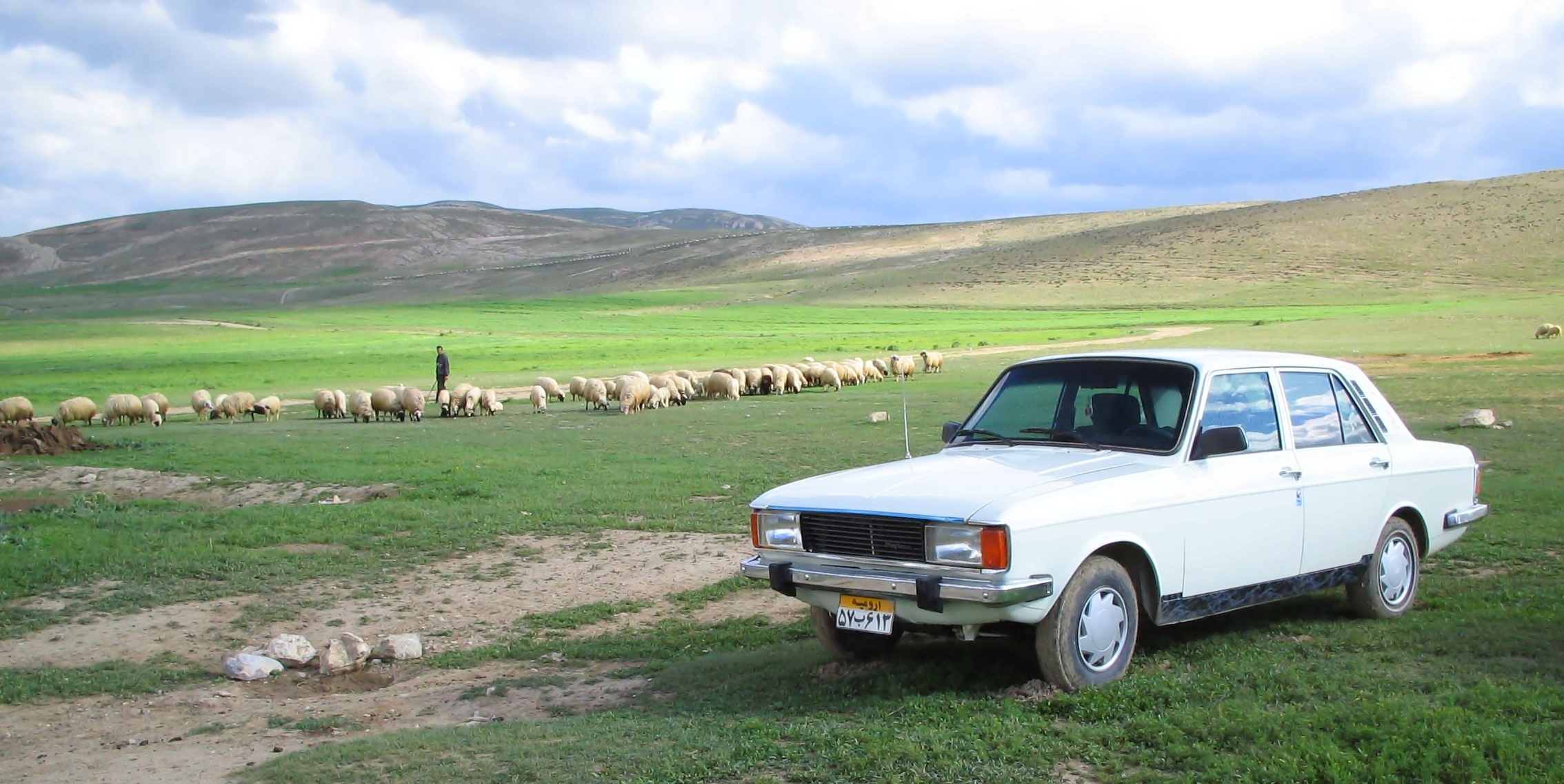
Um Paykan com motor de 1600 cc e nova frente e painel no campo.

O Paykan (em persa: پيکان que significa Flecha) é o primeiro automóvel produzido pela Iran Khodro, entre 1967 e 2005. O carro é uma versão licenciada do britânico Rootes Arrow (Hillman Hunter) e foi muito popular no Irã desde sua introdução até sua descontinuação.
O Paykan gerou algumas variantes desenvolvidas localmente, mais notavelmente uma picape leve chamada Bardo e tendo uma carroceria diferente daquela vendida em outros lugares.

## História

Primeiro-ministro do período Pahlavi, Amir-Abbas Hoveyda, em seu Paykan.

O design foi introduzido no Irã por Mahmoud Khayami, cofundador e, na época, proprietário da empresa e fábrica Iran Khodro (anteriormente chamada de "Iran National"), que previu com precisão que o Irã precisava de um automóvel simples de baixo custo dentro da faixa de preço das pessoas comuns.
O carro em si se originou em 1966 como a série de veículos "Arrow" (a versão mais prolífica da qual foi identificada como Hillman Hunter); projetado e fabricado pelo Rootes Group, que era a ala britânica da Chrysler Europe. Em 1967, a Rootes começou a exportar Hillman Hunters para o Iran Khodro em forma de kit CKD), para montagem no Irã. Em meados da década de 1970, a fabricação em larga escala do carro (menos o motor) havia começado no Irã.
Em 1977, Roy Axe projetou um novo modelo Paykan reestilizado usando muitas peças internas e externas do Chrysler Alpine.
Em 1978, a PSA Peugeot Citroën comprou a Chrysler Europe em dificuldades depois que a Chrysler saiu do mercado europeu; e com isso adquiriu os direitos do design do Hillman Hunter/Arrow. Um ano depois, a Peugeot encerrou a produção do Hillman Hunter na Irlanda. Depois disso, o ferramental de produção do motor Paykan foi transferido para o Irã e estava em fabricação em larga escala sob licença da Peugeot. Isso terminou em 2005 com o Paykan final saindo da linha de montagem. A picape leve Bardo saiu de linha em 2015.
A Iran Khodro tentou substituir o Paykan por um chamado "Novo Paykan", mas a Peugeot não concordou com o nome. Isso revelou o fato de que a propriedade intelectual da marca e do logotipo Paykan ainda pertence à PSA Peugeot Citroën, como um legado do Rootes Group.

## Design
Embora o Paykan fosse baseado em um Hillman Hunter 1966, houve muitas mudanças e modificações feitas nele ao longo dos anos – notavelmente a substituição do motor Rootes original de 1725 cc por uma unidade derivada do Peugeot 504. As modificações no exterior incluíram faróis e lanternas traseiras revisados. Uma picape leve chamada Bardo também foi oferecida. Havia outra picape baseada no Hillman Hunter vendida na África do Sul – a Dodge Husky – mas os dois modelos usavam carrocerias diferentes. A versão sul-africana tem uma coluna B mais grossa e mantém as linhas do sedã ao longo dos painéis laterais. A porta da caçamba e a janela traseira também são sutilmente diferentes.
O governo iraniano teria oferecido à Iran Khodro um grande incentivo em dinheiro para encerrar a produção da Paykan até 2005, rotulando o carro como um risco ambiental devido ao seu consumo de combustível inaceitavelmente alto. Durante seus últimos anos, o backlog de pedidos durou quase dois anos.
O Samand, comumente chamado de "Novo Paykan", foi produzido pela Iran Khodro como um substituto moderno para a classe de carros Paykan. Em 2005, a Iran Khodro anunciou que havia vendido a linha de produção de automóveis descontinuada da Paykan para a Khartoum Transport Company no Sudão, enquanto a produção de peças de automóveis para o Paykan ainda continua por fabricantes terceirizados no Irã.

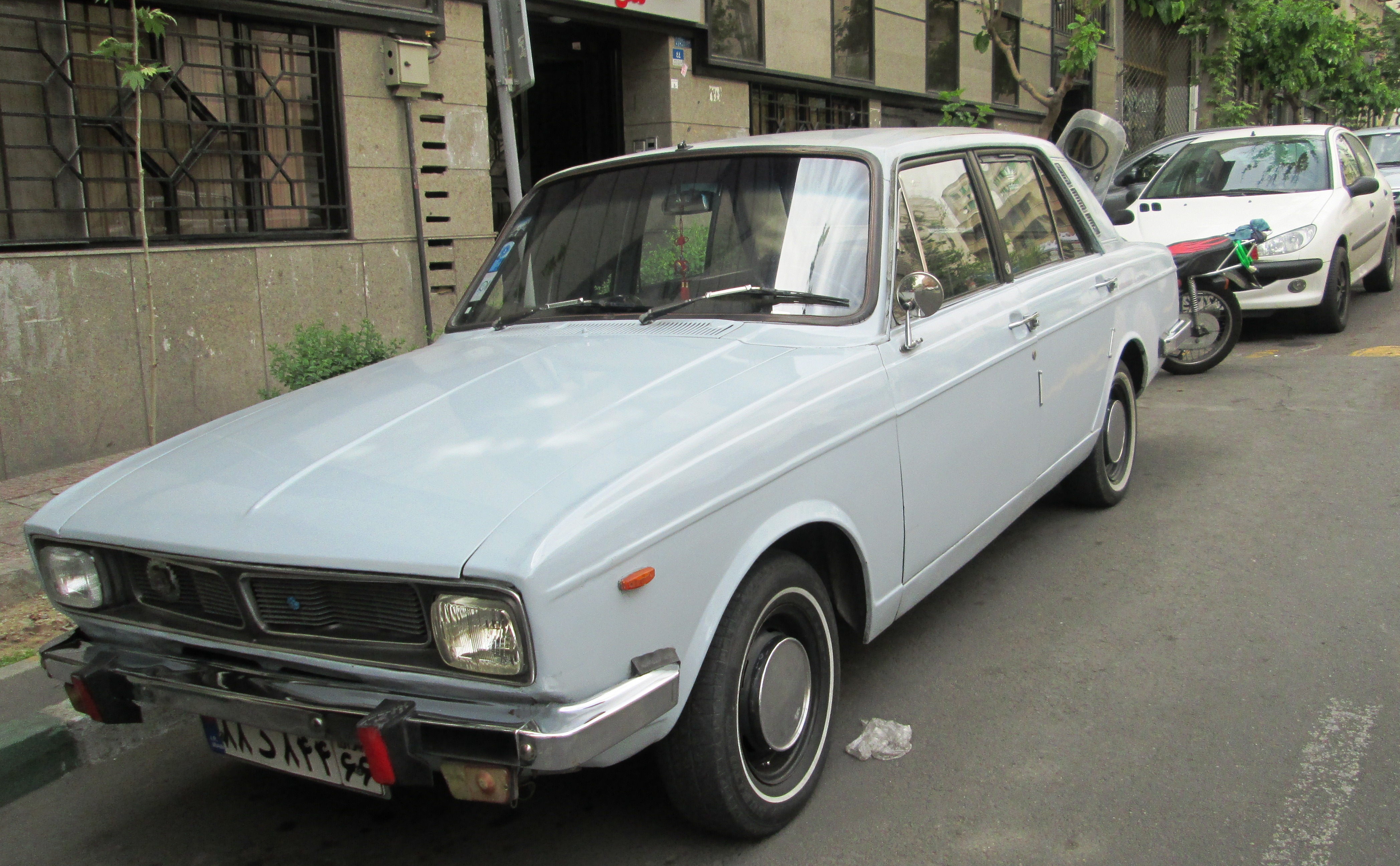
Um Paykan dos anos 1960 visto em Teerã.
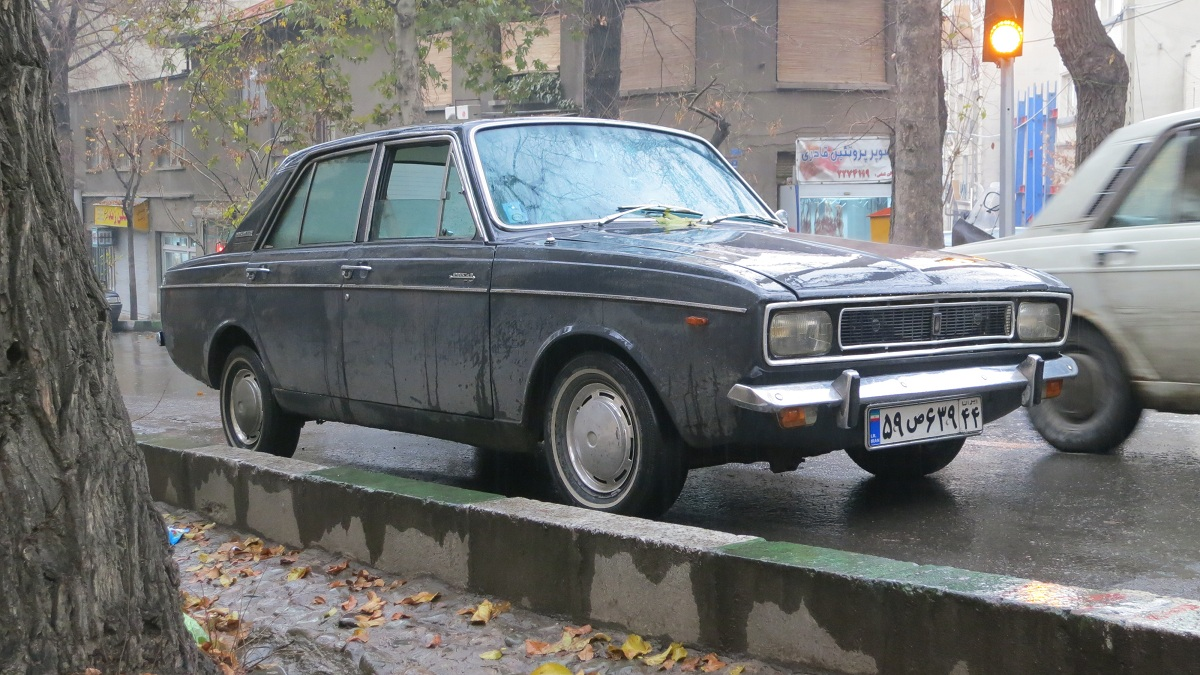
Um Paykan DeLuxe 1971.
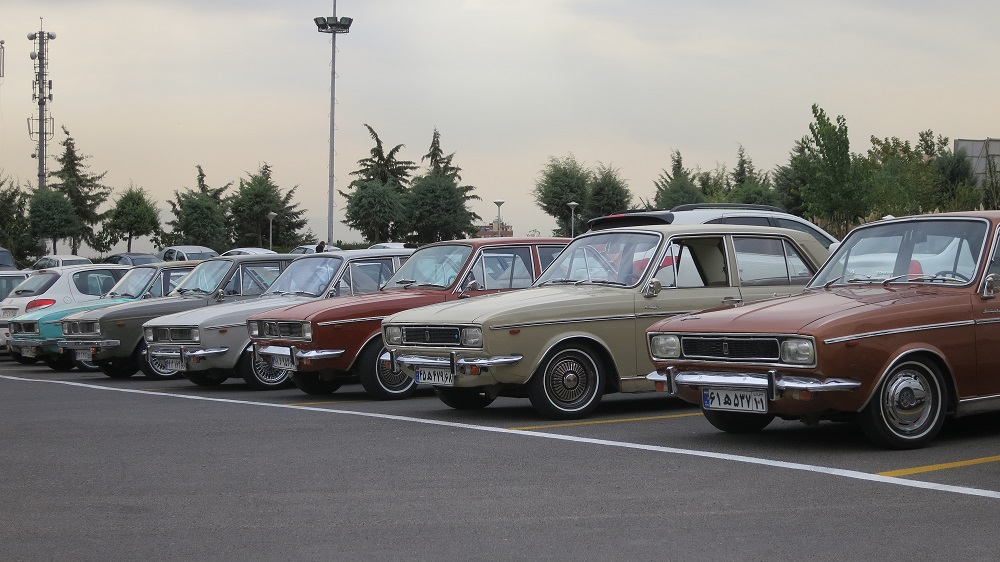
Uma reunião de Paykan no norte de Teerã.
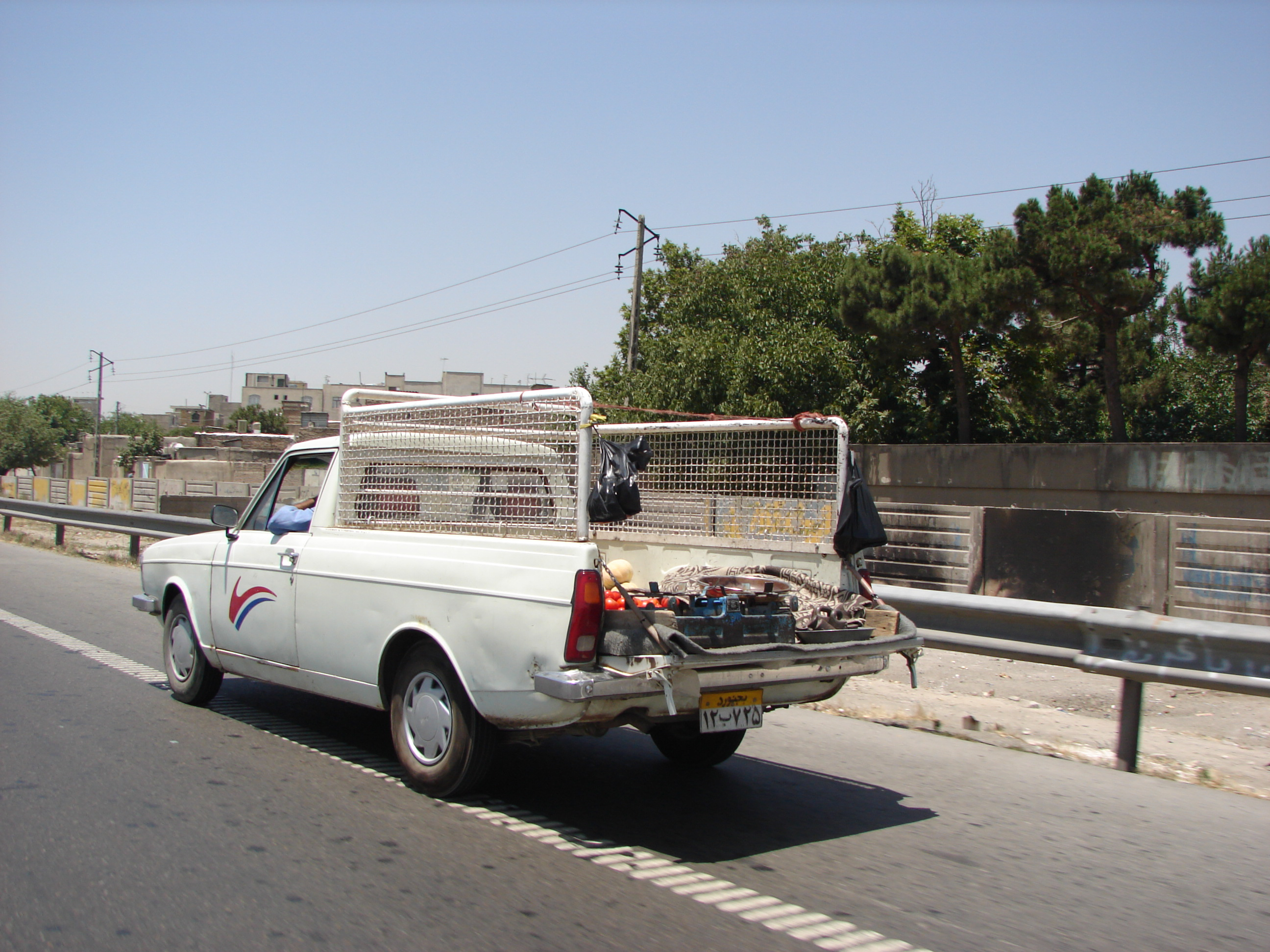
Uma picape Paykan (IKCO Bardo).